# Latua pubiflora
Latua pubiflora, el latué, palo de los brujos o palo muerto, es una planta delirante endémica de Chile. Es el único miembro del género Latua.

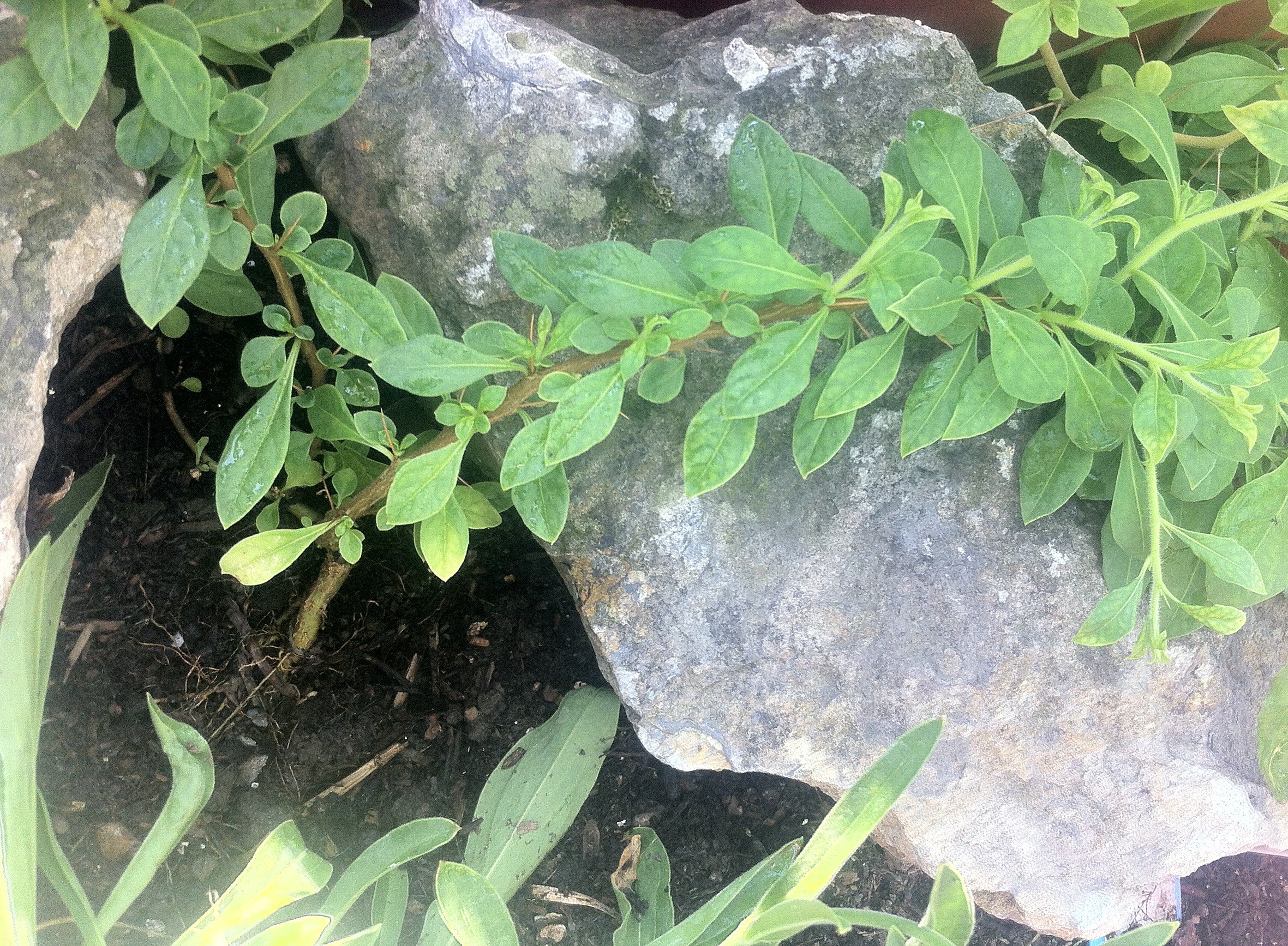
Vista de la planta

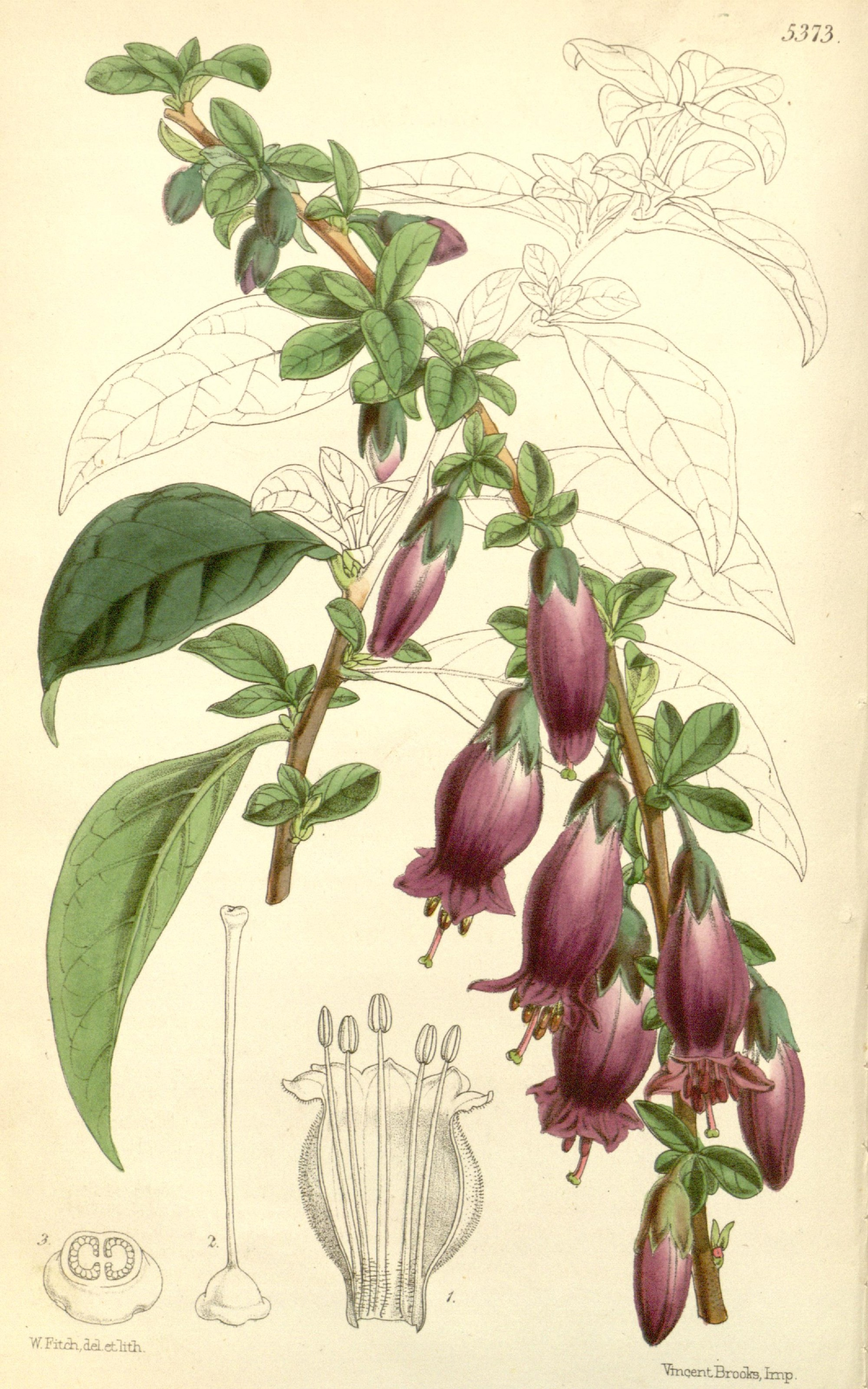
Ilustración botánica

## Descripción
Es un árbol siempreverde, que alcanza una altura de 6 metros. Posee ramas largas y espinosas. Sus flores tienen forma de campanillas colgantes color violáceo y se encuentran presentes desde fines de invierno e inicio de primavera. Sus frutos son bayas globosas verde-amarillentas de varias semillas; son venenosos, pudiendo producir delirio.

## Distribución y hábitat
El latué se distribuye en la cordillera de la costa desde Valdivia a Chiloé (X región). Habita en terrenos húmedos dentro de los tipos forestales: Coihue-Raulí-Tepa y Siempreverde.

## Propiedades
Latua pubiflora produce cuatro tropano alcaloides: escopolamina, hiosciamina, apoatropina y 3α-cinnamoyloxitropano, dándole propiedades delirantes.

## Usos
Se utilizan en medicina tradicional como antídoto contra los malos espíritus y la inserción que causa la enfermedad. También utilizada por los machi (médico tradicional) para entrar en estado de trance y recibir revelaciones. El efecto de la planta es similar a la belladona (Atropa). La dilatación de las pupilas, sequedad de boca con la posterior formación de espuma, confusión mental, convulsiones, delirio y alucinaciones hasta la locura persistente y la muerte.
En 1859 Latua pubiflora fue enviada como planta ornamental, por Richard Pearce, quien trabajó  para los Veitch Viveros, con plantas cultivadas de este tipo. Del paradero de estas plantas cultivadas, hay poca evidencia, pero se cree que desaparecieron del cultivo  poco después de 1900. Experimentos de cultivo más nuevos, como la del Programa Internacional de Conservación de las coníferas  en la Royal Botanic Garden Edinburgh informó de éxitos, durante todo el año para conseguir la planta en el medio silvestre.

## Taxonomía
Latua pubiflora fue descrita por (Griseb.) Baill. y publicado en Histoire des Plantes 9: 334. 1888.
Sinonimia
- Lycioplesium pubiflorum Griseb.[7][8]